# 富川勝智
富川 勝智（とみかわ まさとも、1972年7月15日 - ）は、日本のクラシックギター演奏家。宮城県仙台市出身（北海道生まれ）。
日本ギター連盟代表理事。

## 略歴
3歳から小学校入学まで台湾で過ごす。
12歳よりクラシックギターを佐藤佳樹に師事。宮城県仙台第二高等学校卒業後、上智大学外国語学部イスパニア学科に入学。大学在学中には手塚健旨にクラシックギターを師事。
1994年GLC主催学生ギターコンクール大学生の部優勝。来日中のホセ・ルイス・ゴンサレスに留学を勧められ、大学卒業後にスペインに留学。1994年よりホセ・ルイス・ゴンサレスに2年間師事。その後1996年にホセ・ルイス・ゴンサレスが急逝、氏の最後の弟子となる。
その後バルセロナ・ルティエール音楽院にて、アレックス・ガロベーに師事。スペイン留学中、バルセロナ青年音楽祭コンクールギター部門優勝など、多数の国内外コンクールに入賞。
2000年日本に帰国。その後ソロ活動、室内楽など演奏活動も積極的に行う一方、後進の指導にも力を入れ、東京渋谷にて「富川ギター教室」を主宰。
2001年～ドミンゴ・プラト著「ギタリスト辞典」の翻訳を「現代ギター」誌上にて連載。その他、クラシックギター関連の記事を多数担当。スペインを代表する作曲家であるイサーク・アルベニスの伝記も連載するなど、スペイン音楽全般に幅広い知識を有している音楽家である。

## ディスコグラフィ
・Circulacion OMF KCD-2037
・組曲 プラテーロとわたし OMF KCD-2068
・あなたとわたし OMF KCD-2091